# Gabriel Lippmann
Gabriel Jonas Lippmann (16. srpna 1845, Bonnevoie, Lucembursko – 13. července 1921 na palubě parníku France, Atlantský oceán) byl francouzský fyzik, nositel Nobelovy ceny za rok 1908. Byl profesorem matematické fyziky a od roku 1886 experimentální fyziky na Sorbonně.

## Významná data
- V roce 1872 vynalezl kapilární elektrometr.
- V roce 1881 objevil nepřímý piezoelektrický jev.[3]
- V roce 1887 vynalezl metodu reprodukce barevné fotografie založené na interferenci.
- V roce 1908 obdržel Nobelovu cenu za fyziku.

## Fotografie
Navázal na výzkum Clauda Félixe de Saint-Victora, který se společně s Alexandrem Becquerelem pokoušel o první barevnou fotografii, ale nedokázali ji ještě trvale a spolehlivě ustálit. To se poprvé povedlo právě jemu v roce 1891. V jednom období byl také prezidentem francouzské fotografické společnosti Société française de photographie.

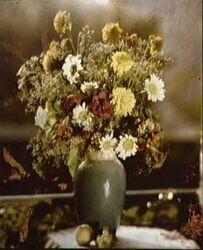
Zátiší (1891–1899)
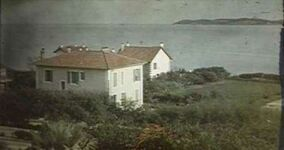
Saint-Maxime (1891–1899)
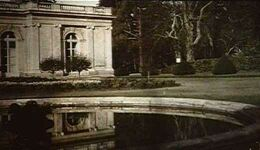
Paříž (1891–1899)